# Дзивнув
Дзивнув (пол. Dziwnów, ранее Дивенов, нем. Dievenow)  —  город  в Польше, входит в Западно-Поморское воеводство,  Каменьский повят, на Балтийском побережье.  Имеет статус городско-сельской гмины. Занимает площадь 4,9 км². Население — 3031 человек (на 2004 год).

## История
Статус города получил 6 сентября 2003 года. 

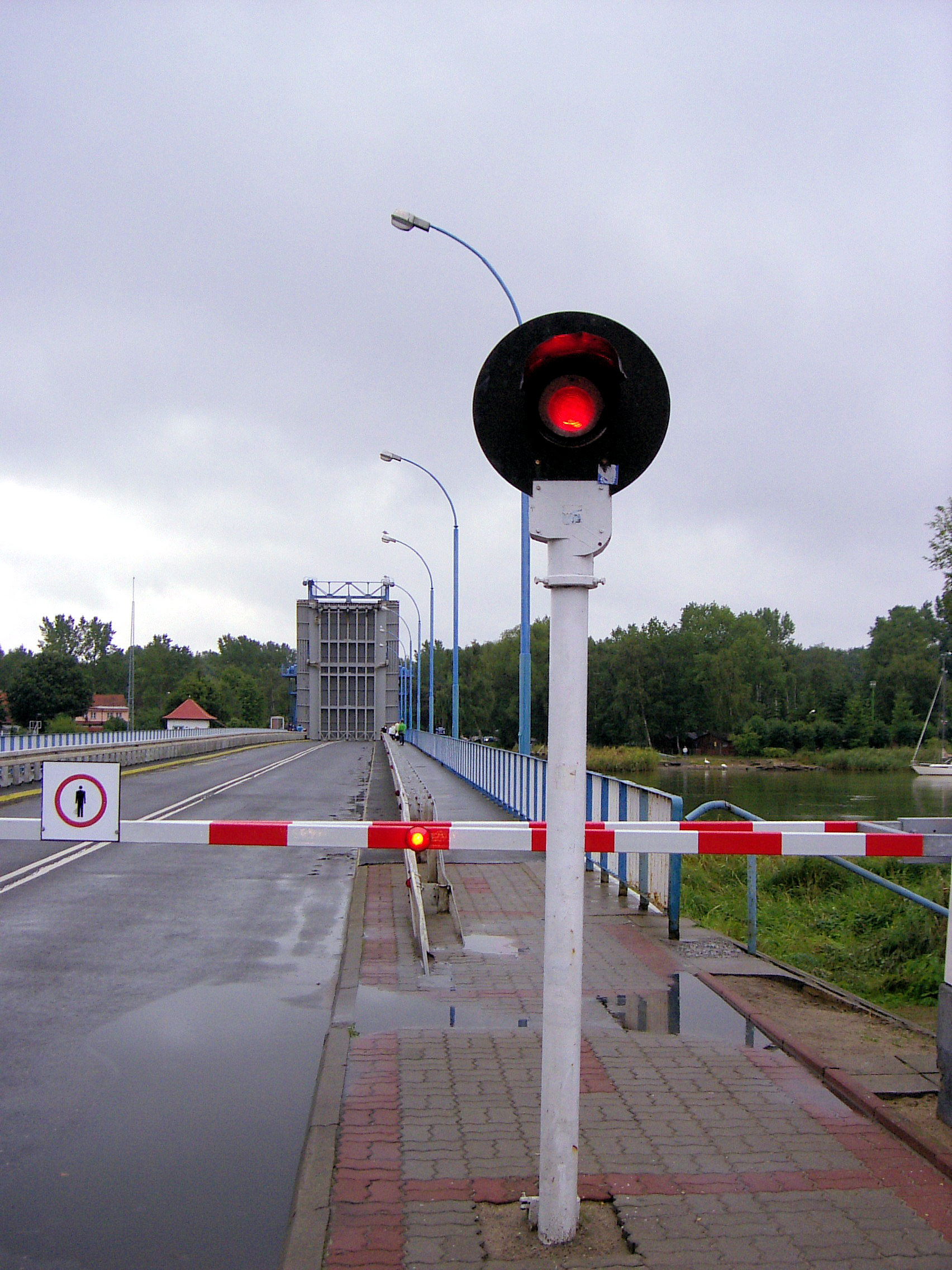
Дзивнув

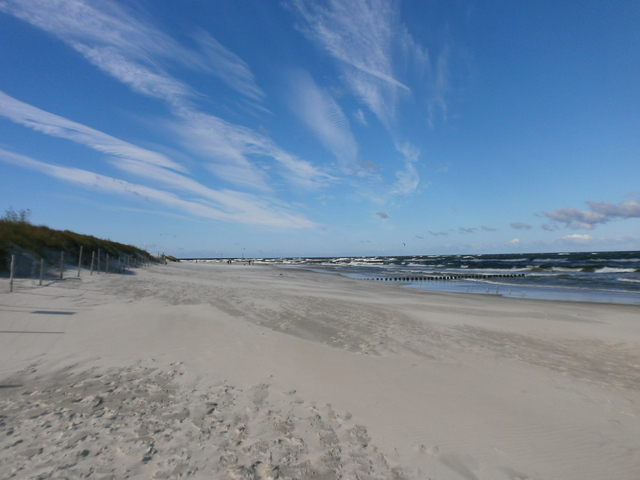
Пляж